# Ectropis intrataria
Ectropis intrataria är en fjärilsart som beskrevs av Walker 1860. Ectropis intrataria ingår i släktet Ectropis och familjen mätare. Inga underarter finns listade i Catalogue of Life.